# مظاهر حق‌شناس کودهی
مظاهر حق‌شناس کودهی (زادهٔ ١٣١٧ – درگذشتهٔ ٢٣ آبان ١۴٠٣) نماینده دور نخست مجلس شورای اسلامی از حوزه انتخابیه علی‌آباد کتول به نمایندگی مجلس شورای اسلامی انتخاب شد. حق‌شناس کودهی در زمان انتخاب دارای تحصیلات دیپلم بود. او با کسب ۲۴٬۴۰۸ رأی برابر با ۷۷٫۸۰ در صد کل ارا در دور اول به مجلس شورای اسلامی راه یافت.